# Calyptrochaeta lucida
Calyptrochaeta lucida là một loài rêu trong họ Daltoniaceae. Loài này được Thwaites & Mitt. O'Shea mô tả khoa học đầu tiên năm 2002.